# 30 nap alatt eszperantóul
A 30 nap alatt eszperantóul – Eszperantó nyelvkönyv türelmetlen embereknek és magántanulóknak (ISBN 963-571-032-1) humorral fűszerezett nyelvkönyv, amely széles körű általános ismereteket és társalgási szintű tudást nyújt a nyelvtanulóknak. Szerzője Jozefo Horváth (Horváth József), a Magyar Eszperantó Szövetség adta ki Budapesten, 1979-ben (a MESZ 1975-ben meghirdetett tankönyvpályázatára készült), terjedelme 283 lap és 9 számozatlan oldal (tartalomjegyzék). A fedélterv és tipográfia Sebestyén László munkája. Wacha Balázs főiskolai adjunktus ellenőrizte szakmailag. Az ábrákat Endrődi István rajzolta.
A könyv fő jellemzői a szerteágazó olvasmányanyag, a tanulás segítése különféle ötletekkel és biztatással, valamint a humor, amely egészében áthatja (l. alább). Bár „14 és 120 év között mindenkinek szól”, hangvételével elsősorban a fiatalokat célozza meg. A leckék felépítése alapvetően csapongó: minden új nyelvtan és az új szavak egy része is az összefüggő szövegbe ágyazva jelenik meg (a többi fontosabb szó szószedetben van megadva), csak az olvasmányok, listák és táblázatok különülnek el. Másfelől a leckék jó részében felbukkan – a sok tanulás terhét könnyítendő – egy-két vicc, mindegyik lecke egy egyoldalas, eszperantó felirattal ellátott humoros képpel vagy képes történettel kezdődik, és egy-egy rövid tippel, illetve geggel, valamint egy eszperantó folyóirat vagy szervezet bemutatásával zárul.
A könyv számos módszere egybecseng Lomb Kató módszerével, akire a bevezető fejezetben is hivatkozik: a napi rendszerességű foglalkozás a nyelvvel, az akarat és a kitartás jelentősége (szembeállítva a nyelvtehetséggel), a rádióhallgatás, a szituációhoz való kapcsolódás, a köznapi fordulatok jelentősége az elvont fogalmakkal szemben, az érdeklődésnek megfelelően kiválasztott olvasmányok, a túlzott szótárazás kerülése, a nyelvi mikroklíma megteremtése, a nyelv mint vár, amelyet ezer módon lehet ostromolni, a holtidők kihasználása, a nagyszótár használata, a szövegkörnyezet fontossága stb.
A könyv címében található „30 nap” kifejezés nem a szó szerinti 30 napot, hanem a tananyag 30 részre bontását jelöli.

## Felosztása
A fejezetek címeit a napok sorszáma és megnevezése adja, például 1 – Lundo – Unua tago (’1 – hétfő – első nap’).
| Fejezet          | Nyelvi anyag, olvasnivaló | Ebből viccek                                                                              | Új nyelvtan | További tippek, tudnivalók |
| ---------------- | --- | ----------------------------------------------------------------------------------------- | --- | --- |
| A türelmetlenség | |                                                                                           | | „A nyelvtanulás aranyszabályzata, mely sok ezer ember kudarca árán íródott” (13 + 1 tipp, l. fentebb röviden), ajánlott szótárak, folyóiratok, egyéb javasolt kellékek |
| 1.               | egy rádióműsor kivonata |                                                                                           | ábécé; kiejtés; hangsúlyozás | két tanulási ötlet hétköznapi tárgyakhoz |
| 2.               | ruhadarabok, testrészek és néhány tárgy neve egy kép alapján (kb. 25); egy egyszerű párbeszéd; kifejezések |                                                                                           | szófajok és végződések; személyes névmások; igeragozás; számnevek 1-től 10-ig, többes szám és tárgyeset; egy-két elöljáró, névelő                                    | az eszperantó születése; „A nyelvtanulás technológiája”, a táblázatos módszer                                                                                          |
| 3.               | beszélgetés egy könyvesboltban; kifejezések |                                                                                           | a többi szám és egyéb típusaik (sorszámok, törtszámok, gyűjtőszámnevek, szorzószámnevek), idő kifejezése, kérdező segédszó, a névmások táblázata (ún. tabellaszavak) | a tánczenei koktél módszere |
| 4.               | rövid részlet a Piszkos Fred, a kapitány c. regényből (Rejtő Jenő) | 2                                                                                         | melléknévfokozás; birtokos és visszaható névmások; előre gyártott beszédelemek                                                                                       | |
| 5.               | | 2                                                                                         | birtokviszony; elöljárók példákkal | |
| 6.               | Baghy Gyula Utazás Párizsba c. vidám verse; az első társalgás eszperantóul a nyelv szerzője és egy rajongója között | 2                                                                                         | pár alapvető mondattani tudnivaló; személytelen és a magyartól eltérő vonzatú igék                                                                                   | a villanykörte-módszer |
| 7.               | Zamenhofnak A remény c. verse | 6                                                                                         | az eszperantó nyelvtan 16 alapszabálya | rádióhallgatás tollal a kézben |
| 8.               | egy történet a Vidám fecskendő c. könyvből | 2                                                                                         | a visszahatás és a műveltetés kifejezése, igekötők | József Attila szótármódszere |
| 9.               | Schwajda György: Egy fiú, egy lány meg egy kerítés (filmforgatókönyv részlete) |                                                                                           | | |
| 10.              | újságcikkek címei; sajtónyelvi kifejezések; közmondások | 3                                                                                         | | a nagyszótár jelentősége, a szótárfüzet helyett mindenes füzet javasolása; az újságolvasás technikája; olvasás tollal a kézben                                         |
| 11.              | Baghy Gyula Eszperantista vagyok c. vidám verse | 3                                                                                         | gyakorító és kezdőigék képzője, melléknévi igenevek | |
| 12.              | 350 nemzetközi szó; Zamenhof híres beszéde 1905-ben | 2                                                                                         | a szóképzésben rejlő lehetőségek | |
| 13.              | egy ismert magyar vers; kb. 150 szó a társadalom témaköréből | 3                                                                                         | az ellentét, a két nem együttese, a nőnem, a házasság útján létrejött rokonság, valamint a korábbi állapot kifejezése képzőkkel                                      | |
| 14.              | hivatások és mesterségek (kb. 200) | 7                                                                                         | foglalkozások, nagyítás, kicsinyítés, becézés, tagság és egyén képzője                                                                                               | |
| 15.              | további testrészek (kb. 100) | 2                                                                                         | eszköz és hely képzője, valamint „gebeképző” és „gazemberképző” | |
| 16.              | fontosabb indulatszók (kb. 30); a szervezet működése, állapotok, cselekvések (kb. 80); betegségek (kb. 60) | 4                                                                                         | gyűjtőnevek, részegységek, tartály és ősi dolgok képzése; országnevek; téves cselekvés előképzője                                                                    | |
| 17.              | állatnevek (kb. 100); Petőfi Szabadság, szerelem c. verse (Kalocsay Kálmán ford.), Mit szeretnek a madarak c. vers; egy oldal Jókai Mór: A kőszívű ember fiai eszperantó képregényváltozatából                            | 3                                                                                         | utódok, visszafelé irányulás, tulajdonság, irányzatok és a parancsnok képzője, valamint a „kardhüvely-képző”                                                         | számos tipp a szószedet megtanulásához |
| 18.              | állathangok neve (kb. 30); részlet A tizennégy karátos autó c. regényből; országok és földrészek neve, egy-két földrajzi kifejezés; Magyarország szócikke egy atlaszban; tengerek, folyók, városok, hegyek, vulkánok neve |                                                                                           | a lehetőség, a hajlamosság, a valamire való méltóság és a szükségesség képzője                                                                                       | |
| 19.              | növények neve (közel 200); rövidítések (kb. 35); nemzetközi szervezetek neve (kb. 15) | 3                                                                                         | a konkrét eredmény és a valamivel kapcsolatos dolgok képzője | |
| 20.              | ásványok (kb. 70); a mindennapi élet 600 legfontosabb szava (több napra szánva, a már ismerteket is belefoglalva); József Attila Mama c. verse (Kalocsay Kálmán ford.)                                                    | 1                                                                                         | | a szótár mint olvasmány és tanulási módszer |
| 21.              | egy rövid elbeszélés; néhány vasúti kifejezés |                                                                                           | | a nyelvtudás megszerzése az életből |
| 22.              | egy kérdőív száz kérdéssel; részlet a János vitézből; Pató Pál úr |                                                                                           | | a magnó használata a beszélt nyelv fordulatainak elsajátításához; további apró tanácsok                                                                                |
| 23.              | részlet Sánta Ferenc Húsz óra c. regényéből; ismerkedés az eszperantó nyelv nagyszótárával; az idő szókincse (kb. 40 szó); égtájak; politikai, gazdasági, tudományos kifejezések, fordulatok a rádióból (kb. 60)          |                                                                                           | | a bal kéz – jobb kéz módszer |
| 24.              | Petőfi: Befordultam a konyhára; mi indította Zamenhofot az eszperantó létrehozására; részlet az Ószövetség elejéről |                                                                                           | | a szituációhoz kötött tanulás; a társalgási zsebkönyv hasznosítása |
| 25.              | felmérő dolgozat: fordítás mindkét irányban; egy ismert vers; két anekdota; szólások a fejjel kapcsolatban (kb. 80) |                                                                                           | mondattan: szórend, tagadás, kötőszók | |
| 26.              | matematikai kifejezések; Zamenhof Az út c. verse; anekdota; egy kuvaiti ételrecept |                                                                                           | képzők önállósulása | |
| 27.              | egy magánlevél; két párbeszéd egy eszperantókongresszuson |                                                                                           | a valamire jellemző vonás és három másik neológ képző; a szükségesség és elegendőség elve                                                                            | idézetek az eszperantóról |
| 28.              | közmondások (kb. 40); sportnyelv, sportágak neve, némi szakszókincs; tudósítás egy futballmeccsről |                                                                                           | | |
| 29.              | Rejtő-könyvcímek; részlet Az előretolt helyőrségből |                                                                                           | | |
| 30.              | az előbbi regényrészlet folytatása |                                                                                           | | |
| Utószó           | „Ez a könyv vélemény. Arról, hogy így is lehet nyelvet tanulni, és a nyelv megtanulható.” | „Ez a könyv vélemény. Arról, hogy így is lehet nyelvet tanulni, és a nyelv megtanulható.” | „Ez a könyv vélemény. Arról, hogy így is lehet nyelvet tanulni, és a nyelv megtanulható.”                                                                            | „Ez a könyv vélemény. Arról, hogy így is lehet nyelvet tanulni, és a nyelv megtanulható.”                                                                              |

## Idézetek
(könyvtár vagy könyvesbolt képe; fiatal eladónő válaszol egy középkorú férfinak)
– Pardonu, ĉu vi havas la libron „La viro kiu regas super la virinoj”? [„Elnézést, megvan önöknek »A férfi, aki uralkodik a nők fölött« című könyv?”]
– Pri fabeloj kaj aliaj fantastaj verkoj bonvolu interesiĝi ĉe la alia flanko! [„A mesékről és más fantasztikus művekről legyen kedves a túloldalon érdeklődni!”]
(32 o.)
Ismerik Önök Pataki Elemér irodagép-műszerészt?
Nős, két gyermeke van. A felesége ápolónő. Pataki Elemér az egyedüli eszperantista a családban. Már olyan jól tud eszperantóul, hogy intenzív levelezést folytat a KGST és a Közös Piac valamennyi tagországával. Éppen ma tört ki a balhé, mert Pataki elvtárs fényképes levelet kapott Barcelonából egyik hölgyismerősétől. Felesége azzal fenyegetőzik, hogy holnap beviszi a levelet az Országos Fordító Irodához, mert neki ez már gyanús. A férj nem hajlandó fordítani, és azt magyarázza Mártának (így hívják Patakinét), hogy a bizalmat tovább kell erősíteni a Helsinkiben aláírt záróokmány szellemében.
Apropó, kíváncsiak, mi van a levélben? (…)
(259. o.)
Mit mondott az eszperantóról Lev Tolsztoj, XXIII. János pápa, Lenin és még sokan mások?
– Lev Tolsztoj: Az eszperantó elsajátítása olyan csekély áldozatot kíván, és oly nagy eredménnyel biztat, hogy a próbálkozástól senkinek sem szabad visszariadnia.
– XXIII. János pápa: Az eszperantó sokkal könnyebb, mint a nemzeti nyelvek. Az eszperantó az egyetlen élő, nemzetek feletti világnyelv: korunk egyetemes nyelve.
– Lenin: Az eszperantó a proletariátus latinja.
– Z. Kovács Hümér szappangyári művezető, akinek Trabantja van: Az eszperantó nem nyelv.
– Upton Sinclair: Sok esztendő szükséges ahhoz, hogy az ember megtanuljon angolul vagy franciául, németül vagy oroszul, de akinek megvan az átlagos tanultsága (általános műveltsége), az eszperantót már három vagy négy hét után megértheti.
(…) Mint látják, a vélemények azonos előjelűek, és arról tanúskodnak, hogy valóban hamar elsajátítható az eszperantó nyelv. Ne hallgassunk Z. Kovács Hümér szappangyári művezetőre (akinek Trabantja van), mert ő az ellenzék képviselője, és az „Anyám tyúkját” is ly-nal írja.
(260. o.)